# Шустовы (Киров)
 Шустовы — деревня в Кировской области. Входит в состав муниципального образования «Город Киров»

## География
Расположена на расстоянии примерно 7 км по прямой на юг-юго-запад от железнодорожного вокзала станции Киров.

## История
Известна с 1671 года как починок Александрька Кальсина с 2 дворами, в 1763 (починок Александра Калинина) 29 жителей, в 1802 5 дворов. В 1873 году здесь (деревня Александра Калинина или Шустовы) дворов 7 и жителей 58, в 1905 8 и 61, в 1926 (Шустовы или Александра Калинина) 8 и 47, в 1950 25 и 46, в 1989 17 жителей. Настоящее название утвердилось с 1950 года. Административно подчиняется Ленинскому району города Киров.

## Население
Постоянное население составляло 7 человек (русские 100%) в 2002 году, 8 в 2010.